# 大西洋與太平洋茶葉公司
大西洋與太平洋茶葉公司為一間美國大型連鎖企業。

## 历史
成立於1859年，旗下多個品牌合共有429間連鎖分店，原資產超過10億美元。不過在2010年12月12日，其負債高達32億美元，遠超過其資產，並依破產法第11章申請破產保護。